# Kvarteret Grenadieren

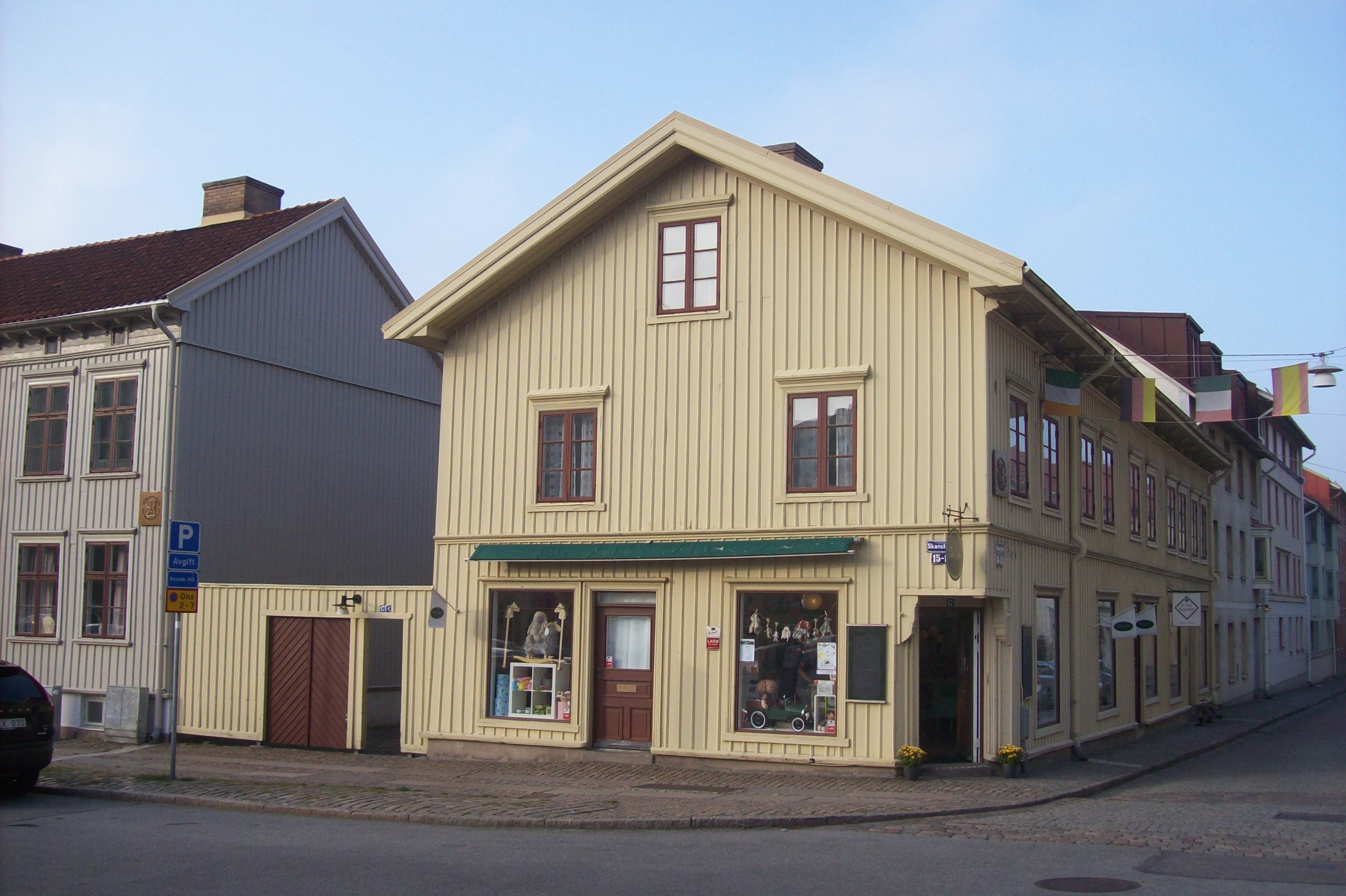
Skanstorget 17 A-B.

Kvarteret Grenadieren, ligger vid Husargatan 43-45, Skanstorget 17 A-B och Skolgatan 36-38 A-B i stadsdelen Haga i centrala Göteborg. Kvarteret består av flerbostadshus och uthus från 1879.
Ett stall på gården var byggt 1869, men det brann ner i juli 2015. Fastigheten Haga 20:20 i kvarteret Grenadieren är byggnadsminne enligt Kulturmiljölagen sedan den 9 december 1986.

## Beskrivning
Kvarteret omfattar fem ombyggda bostadshus i den södra delen mot Skanstorget, som om- och tillbyggdes 1984–85. Längs torget ligger fyra tvåvånings trähus. Det östra med gavel och plank mot torget uppfördes 1859 och de övriga uppfördes 1867. Samtliga hus har en enkel enhetlig utformning med tegeltäckta sadeltak och fasader klädda med locklistpanel. På Skolgatan 36 ligger ett landshövdingehus byggt 1879. Gården utgör en unik miljö.
Stallet på gården var byggt 1869, men det brann ner den 18 juli 2015. "Det var inte vilket hus som helst som brann ned. Stallet på Skolgatan var det enda i sitt slag som fanns kvar", skrev Arne Larsson i en artikel i Göteborgs-Posten i juli 2015. Gudrun Lönnroth, tidigare 1:e byggnadsantikvarie på Göteborgs stadsmuseum, har skrivit en bok om Haga där fastigheten på Skolgatan 36 är dokumenterad. I boken Kulturhistoriskt värdefull bebyggelse finns en bild, som visar stallet och kullerstenar i äldre stil på innergården. Gudrun Lönnroth har berättat, att många fastigheter i Haga såg ut såhär förr i tiden med stall, höloft och utedass. Endast stallet på Skolgatan 36 hade bevarats.

## Historik
Byggnaderna utgörs av fyra tvåvånings trähus från 1859 och 1867 samt ett trevånings landshövdingehus, byggt 1879 och ett av de äldsta bevarade i Göteborg. Tvåvåningshusen har lockpanelade fasader, målade i gult, beige, gulvitt respektive gröngrått. Landshövdingehusets bottenvåning av tegel är beigefärgat och övervåningarna panelade och målade i en ljusare beige nyans.